# Detektor płomieniowo-jonizacyjny

Detektor płomieniowo-jonizacyjny - schemat działania.

Detektor płomieniowo-jonizacyjny (FID; ang. Flame Ionization Detector) – jeden z najczęściej stosowanych detektorów w chromatografii gazowej.
Podstawowym elementem tego urządzenia jest palnik wodorowo-powietrzny (wodorowo-tlenowy). Elektroda polaryzująca znajduje się w centrum komory detektora, a elektroda zbiorcza otacza płomień. Działanie detektora polega na jonizacji (rozkładzie na jony) cząsteczek w płomieniu oraz rejestracji zmian potencjału elektrycznego. Podczas pracy, gdy przez detektor przepływa jedynie wodór, stosowany jako gaz nośny, lub niepalny gaz nośny w mieszaninie z wodorem (dodatkowo doprowadzanym do palnika), ustala się stały potencjał między elektrodami. W momencie, gdy do detektora dociera zawarty w gazie nośnym eluat z kolumny chromatograficznej (substancja zawarta w analizowanej próbce), także ona ulega jonizacji, w wyniku czego wzrasta natężenie prądu. Jest to rejestrowane jako zmiana potencjału (sygnał pomiarowy, pik na chromatogramie). 
Za pomocą detektora FID nie można oznaczać wody (produkt reakcji spalania wodoru) oraz innych składników próbki, nieulegających jonizacji w płomieniu. Można oznaczać wszystkie związki organiczne, z wyjątkiem kwasu mrówkowego i dwusiarczku węgla.